# 澳大利亚驻上海总领事馆
澳大利亚驻上海总领事馆（英語：Consulate-General of Australia in Shanghai）是澳大利亚在中華人民共和國上海市的代表机构，上海是中华人民共和国人口最多的城市之一和金融中心。總領事館办公地点位于南京西路1168号中信泰富广场22樓。
澳大利亚驻上海总领事馆直屬北京的澳大利亚驻華大使馆，该馆則直屬澳大利亚堪培拉的澳大利亞外交貿易部，这一體系与澳大利亚在世界各地的大多数领事馆一致。澳洲在滬設館始於1921年的商務專員公署（Trade Commission、直譯貿易專員公署），首任駐滬專員為李德立（Edward S. Little），館址位於廣東路2號，並於英屬香港設有分處:68，該署是澳洲在華設立的第一個常設機構:67，比1941年澳大利亚駐中華民國公使館正式開館還早了20年:92。儘管1923年商務公署因李德立離華而裁撤，但於1935年又恢復設置:69。
澳洲與中華人民共和國建交後，於1979年8月與中方簽署總領事館互設協議:228，1984年，澳洲駐上海總領事館正式成立，由黃樂哲（Roger Brown）出任第一代總領事。

## 歷代總領事
| 姓名   | 英語名                | 就任   | 離任   | 備註          |
| 黃樂哲 | Roger Brown           | 1984年 | 1987年 | [ 4 ] [ 5 ]   |
| 麥墨瑞 | Murray McLean         | 1987年 | 1993年 | [ 4 ]         |
| 任格瑞 | Dr Richard Rigby      | 1994年 | 1997年 | [ 6 ]         |
| 安道衛 | David Ambrose         | 1997年 | 2000年 | [ 7 ]         |
| 黎佩寧 | Penny Richards        | 2000年 | 2001年 | [ 8 ]         |
| 郭森若 | Sam Gerovich          | 2001年 | 2005年 | [ 9 ]         |
| 狄淑賢 | Susan Dietz-Henderson | 2005年 | 2008年 | [ 10 ]        |
| 孔陶杰 | Tom Connor            | 2008年 | 2011年 | [ 11 ] [ 12 ] |
| 柯未名 | Alice Cawte           | 2011年 | 2015年 | [ 13 ]        |
| 梅耕瑞 | Graeme Meehan         | 2015年 | 2019年 | [ 14 ]        |
| 戴德明 | Dominic Trindade      | 2019年 | —      |               |